# 孔迪诺
孔迪诺（義大利語：Condino），曾是意大利特伦托自治省的一个市镇。总面积33平方公里，人口1511人，人口密度45.8人/平方公里（2009年）。ISTAT代码为022066。
2016年1月1日由布廖内、奇梅戈及孔迪诺三个市镇合并为新的基耶塞镇市镇。